# Seznam nemških smučarskih skakalcev
Seznam nemških smučarskih skakalcev (vključeni tudi nekdanji vzhodnonemški skakalci)

## A
- Katharina Althaus
- Nathalie Armbruster
- Hans-Georg Aschenbach
- Roland Audenrieth

## B
- Moritz Baer
- Pascal Bodmer
- Tobias Bogner
- Sebastian Bradatsch
- Rudolf Burkert

## D
- Jochen Danneberg
- Christof Duffner

## E
- Bernd Eckstein
- Markus Eisenbichler
- Gianina Ernst

## F
- Melanie Faißt
- Ulf Findeisen
- Holger Freitag
- Richard Freitag
- Selina Freitag
- Severin Freund
- Tim Fuchs

## G
- Ralph Gebstedt
- Karl Geiger
- Rudi Gering
- Harry Glaß
- Henry Glaß
- Luisa Görlich
- Ulrike Gräßler

## H
- Anna Häfele
- Martin Hamann
- Sven Hannawald
- Tim Heinrich
- Bernd Heinzmann
- Alexander Herr
- Pauline Heßler
- Stephan Hocke
- Felix Hoffmann
- Ronny Hornschuh

## J
- Hansjörg Jäkle

## K
- André Kiesewetter
- Heini Klopfer
- Marinus Kraus

## L
- Remo Lederer
- Peter Lesser
- Stephan Leyhe
- Justin Lisso
- Frank Löffler

## M
- Kilian Märkl
- Jan Mayländer
- Maximillian Mechler
- Jenna Mohr

## N
- Michael Neumayer

## O
- Klaus Ostwald

## P
- Pius Paschke

## Q
- Danny Queck

## R
- Philipp Raimund
- Helmut Recknagel
- Agnes Reisch
- Jörg Ritzerfeld
- Luca Roth
- Anna Rupprecht

## S
- Constantin Schmid
- Katharina Schmid
- Rainer Schmidt
- Martin Schmitt
- Felix Schoft
- Johannes Schubert
- Juliane Seyfarth
- David Siegel
- Georg Späth
- Ramona Straub

## T
- Dieter Thoma
- Emely Torazza

## U
- Michael Uhrmann
- Christian Ulmer

## V
- Carina Vogt

## W
- Andreas Wank
- Jens Weissflog
- Andreas Wellinger
- Daniel Wenig
- Paul Winter
- Manfred Wolf
- Heinz Wossipiwo
- Svenja Würth